# Distrito de Oki
El distrito de Oki (隠岐郡 Oki-gun?) es un distrito localizado en la prefectura de Shimane, Japón. En junio de 2019 tenía una población estimada de 19.721 habitantes y una densidad de población de 57 personas por km². Su área total es de 345,92 km².

## Localidades
- Ama
- Chibu
- Nishinoshima
- Okinoshima